# لئونارد (داکوتای شمالی)
لئونارد(به انگلیسی: Leonard) شهری در ایالت داکوتای شمالی کشور ایالات متحده آمریکا است که جمعیت آن در سرشماری سال ۲۰۱۰ میلادی، ۲۲۳ نفر بوده‌است.